# سونگ‌مو
کیم سونگ-مو (کره‌ای:김승모؛ زادۀ ۳ ژوئیۀ ۲۰۰۶) که بیشتر با نام هنری سونگ‌مو شناخته می‌شود، خواننده و رقصندۀ اهل کره جنوبی است. او یکی از اعضای گروه پسرانۀ امپرس‌اندوان است.